# Cleonymia yvanii
Cleonymia yvanii är en fjärilsart som beskrevs av Philogène Auguste Joseph Duponchel 1833. Cleonymia yvanii ingår i släktet Cleonymia och familjen nattflyn. Inga underarter finns listade i Catalogue of Life.